# Nopsma
Genre
Nopsma est un genre d'araignées aranéomorphes de la famille des Caponiidae.

## Distribution
Les espèces de ce genre se rencontrent en Amérique du Sud et en Amérique centrale.

## Description
Les espèces de Nopsma comptent deux yeux.

## Liste des espèces
Selon World Spider Catalog (version 26, 20/03/2025) :
- Nopsma armandoi Sánchez-Ruiz, Brescovit & Bonaldo, 2020
- Nopsma enriquei Sánchez-Ruiz, Brescovit & Bonaldo, 2020
- Nopsma florencia Sánchez-Ruiz, Brescovit & Bonaldo, 2020
- Nopsma juchuy (Dupérré, 2014)
- Nopsma leticia Sánchez-Ruiz, Martínez & Bonaldo, 2021
- Nopsma macagual Sánchez-Ruiz, Martínez & Bonaldo, 2021
- Nopsma miraflores Villarreal-Blanco, Martínez & Eyes-Escalante, 2025
- Nopsma nauta Villarreal-Blanco, Martínez & Eyes-Escalante, 2025
- Nopsma paya Sánchez-Ruiz, Martínez & Bonaldo, 2021
- Nopsma putuime Villarreal-Blanco, Martínez & Eyes-Escalante, 2025
- Nopsma rioja Villarreal-Blanco, Martínez & Eyes-Escalante, 2025

## Systématique et taxinomie
Ce genre a été décrit par Sánchez-Ruiz, Brescovit et Bonaldo en 2020 dans les Caponiidae.

## Publication originale
- Sánchez-Ruiz, Brescovit & Bonaldo, 2020 : « Revision of the spider genus Nyetnops Platnick & Lise (Araneae: Caponiidae) with proposition of the new genus Nopsma, from Central and South America. » Zootaxa, no 4751(3), p. 461-486.